# Born to Run
Born to Run ist das dritte Studioalbum des US-amerikanischen Rockmusikers Bruce Springsteen. Es erschien am 25. August 1975 auf dem Plattenlabel Columbia Records und wurde größtenteils von Jon Landau produziert. Born to Run markierte sowohl den künstlerischen wie kommerziellen Durchbruch für Springsteen und begründete seinen Aufstieg zum Superstar. Auf der Liste der 500 besten Alben aller Zeiten der Musikzeitschrift Rolling Stone belegt das Album den 18. Platz.

## Entstehung und Bedeutung
Bruce Springsteens erste beiden Studioalben aus dem Jahr 1973, Greetings from Asbury Park, N.J. und The Wild, the Innocent and the E Street Shuffle, hatten zwar gute Kritiken bekommen, der kommerzielle Erfolg jedoch war ausgeblieben. Seine Bekanntheit beschränkte sich auf die Staaten der Ostküste und Springsteen stand unter enormen Druck, während er Born to Run aufnahm, denn ein eventueller Misserfolg hätte das Ende seiner Plattenkarriere bedeuten können. Fast zwei Jahre lang arbeitete er an den Songs, die er an einem Klavier in seinem Haus in Long Branch komponierte. Unzählige Male änderte Springsteen die Textzeilen, experimentierte mit verschiedenen Instrumenten und legte die richtige Reihenfolge der Songs fest. Die Studio-Aufnahmen begannen im Januar 1974 und zeigten Springsteens Hang zum Perfektionismus. Begleitet wurde er von den Musikern der E Street Band, deren Besetzung sich im Verlauf der Aufnahme-Sessions veränderte. Ernest „Boom“ Carter und David Sancious verließen die Band, nachdem sie den Titelsong Born to Run aufgenommen hatten. Allein diese Aufnahme beanspruchte sechs Monate. Nach einem Casting von etwa 30 Schlagzeugern und 30 Pianisten wurden Roy Bittan und Max Weinberg in die Band aufgenommen. Ebenso wurde der Gitarrist Steven Van Zandt während der Arbeiten an dem Album ein offizielles Mitglied der Begleitband. Die weiteren Aufnahmen erfolgten im New Yorker Tonstudio Record Plant und dauerten bis Juli 1975.
Inhaltlich befasst sich Born to Run mit dem Thema Flucht aus dem alten Leben und einem Neuanfang an einem anderen Ort. Es zieht sich durch das gesamte Album und Springsteen sagte dazu: „'Born To Run' hat die Stimmung eines endlosen Sommerabends. Die ganze Platte hat diese Atmosphäre. Es könnte sich alles an einem einzigen Abend ereignen und an all diesen unterschiedlichen Orten. All diese verschiedenen Geschichten an einem einzigen langen Sommerabend.“
Born To Run ist außerdem für seinen Wall of Sound bekannt. Das bedeutet, dass die Songs eine enorme Dichte haben (Piano, Glockenspiel, Saxophon, Gitarren, Bläser, Drums, Bass, Fender Rhodes, Tamburin, Streicher, Synthesizer). Springsteen wollte laut eigener Aussage, dass sich Born To Run so anhört, als ob Roy Orbison die Songs von Bob Dylan singen würde.
Nach der Veröffentlichung erreichte das Album Position 3 der Billboard-Charts und konnte sich mehr als zwei Jahre in den Top 100 halten. Born To Run brachte Springsteen in derselben Woche auf das Cover der Times („Die neue Sensation des Rock“) und der Newsweek („Ein Rockstar wird geboren“). Bis zum Jahr 2006 wurden mehr als sechs Millionen Alben verkauft, so dass das Album Springsteens am zweithäufigsten verkauftes Studioalbum nach Born in the U.S.A. ist.

## Titelliste

### Originalausgabe

#### Seite A
1. Thunder Road – 4:49
2. Tenth Avenue Freeze-Out – 3:11
3. Night – 3:00
4. Backstreets – 6:30

#### Seite B
1. Born to Run – 4:31
2. She’s the One – 4:30
3. Meeting Across the River – 3:18
4. Jungleland – 9:34

Alle Songs wurden von Bruce Springsteen geschrieben.

## Zitate
„Alle Figuren aus Born To Run versuchen zu entkommen. Thunder Road. Ein Versuch sich zu befreien. Tenth Avenue Freeze-Out, Night, der Versuch zu entkommen. Backstreets, Jemand entkommt, ein anderer bleibt zurück. Born To Run, ich versuche zu entkommen. Alle diese Songs haben diese Spannung: Jemand bemüht sich, einen neuen Ort zu finden. Das war das, was Born To Run zugrunde lag.“

„Ich habe die Zukunft des Rock ’n’ Roll gesehen und sie heißt Bruce Springsteen. Er gab mir das Gefühl, zum ersten Mal Musik zu hören.“

„Ich wollte Mini-Epen schreiben“

„Ich glaube, die Leute reagierten auf die Romantik der Platte und auf ihre Unschuld. Ich glaube jeder fand einen Teil seiner Hoffnungen und Träume darin wieder“

„Als ich das Album ['Born to Run'] hörte, wusste ich, dass das Problem, wie man einem Außerirdischem Rock ’n’ Roll erklären sollte, seinen Klang und seine Themen, endgültig gelöst war. Ein schmächtiger junger Mann hatte in einem kleinen Haus in West Long Branch, New Jersey, davon geträumt, der Beste zu sein, und er hatte es geschafft. Als er nach monatelanger Klausur aus dem Studio zurück ins Licht kroch und in den Tourbus stieg, hatte er zusammen mit seiner Band die größte Rock ’n’ Roll-Platte aller Zeiten aufgenommen“

« Dylan, c’est fini, mon vieux ! L’avenir c’est ça, annonça-t-il [Matt] en foillant dans la boîte à gants pour en extirper une cassette avec une superbe pochette en noir et blanc »

„Dylan, es ist vorbei, mein alter Freund. Die Zukunft, ist das!, sagte er, während er in einer Handschuhkiste herumwühlte, um aus dieser eine Schachtel mit einem wunderschönen, schwarz-weißen Einstecktuch herauszuziehen“

## Album-Cover
Das Cover von Born To Run ist eines der bekanntesten überhaupt. Gestaltet wurde es von Eric Meola, der in einer dreistündigen Session insgesamt 900 Bilder schoss. Diese Bilder wurden später unter dem Titel „Born To Run: The Unseen Photos“ veröffentlicht. Es zeigt Bruce Springsteen mit einer E-Gitarre (seine legendäre Fender Telecaster mit dem Hals einer Fender Esquire), der sich gegen Clarence Clemons lehnt. Springsteens Pose war angeblich spontan.
Die Tatsache, dass Springsteen und Clemons gemeinsam auf dem Cover zu sehen waren, sollte implizieren, dass es auf dieser Platte um Freundschaft ging. Das Cover wurde oft persifliert. So gibt es zum Beispiel ein Cover von Cheap Trick, das dieses Motiv aufgreift; ebenso ein Bild aus der Sesamstraße, in dem Bert sich in ähnlicher Pose an das Krümelmonster lehnt.

## 30th Anniversary Edition
Am 24. November 2005 veröffentlichte Columbia Records die 30th Anniversary Edition in einem Box-Set.
Enthalten sind:
- Eine überarbeitete CD des Original-Albums. die Hülle ist eine Nachbildung der damaligen LP Edition. So ist auch die CD schwarz und im Stil einer Schallplatte.
- Die DVD „Wings For Wheels“, ein Making-of zu dem Album, das 2007 mit einem Grammy ausgezeichnet wurde. Außerdem gibt es einen Bonusfilm von drei Songs, die am 1. Mai 1973 im Ahmanson Theatre in Los Angeles aufgenommen wurde.
- Die DVD „Bruce Springsteen & The E Street Band Hammersmith Odeon, London '75“, ein vollständiger, zweistündiger Konzertfilm, der am 18. November im Hammersmith Odeon in London aufgenommen wurde. Dieses Konzert erschien ebenfalls auf CD. Außerdem war es das erste Konzert von Bruce Springsteen in England überhaupt.

## Kommerzieller Erfolg

### Chartplatzierungen
Das Box-Set 30th Anniversary Edition kam am 3. Dezember 2005 auf Platz 18 in den Billboard 200. Es war sechs Wochen in den Charts.
| ChartsChartplatzierungen       | Höchstplatzierung | Wochen |
| ------------------------------ | ----------------- | ------ |
| Vereinigte Staaten (Billboard) | 3 (110 Wo.)       | 110    |
| Vereinigtes Königreich (OCC)   | 17 (51 Wo.)       | 51     |

| ChartsChartplatzierungen       | Höchstplatzierung | Wochen |
| ------------------------------ | ----------------- | ------ |
| Vereinigte Staaten (Billboard) | 18 (6 Wo.)        | 6      |
| Vereinigtes Königreich (OCC)   | 63 (1 Wo.)        | 1      |

### Auszeichnungen für Musikverkäufe
| Land/Region                  | Auszeichnungen für Musikverkäufe (Land/Region, Auszeichnung, Verkäufe) | Verkäufe  |
| ---------------------------- | ---------------------------------------------------------------------- | --------- |
| Australien (ARIA)            | 2× Platin                                                              | 140.000   |
| Finnland (IFPI)              | Gold                                                                   | 25.000    |
| Frankreich (SNEP)            | Gold                                                                   | 100.000   |
| Italien (FIMI)               | Gold                                                                   | 25.000    |
| Kanada (MC)                  | 2× Platin                                                              | 200.000   |
| Neuseeland (RMNZ)            | Platin                                                                 | 20.000    |
| Niederlande (NVPI)           | Gold                                                                   | 50.000    |
| Spanien (Promusicae)         | Gold                                                                   | 50.000    |
| Vereinigte Staaten (RIAA)    | 7× Platin                                                              | 7.000.000 |
| Vereinigtes Königreich (BPI) | Platin                                                                 | 300.000   |
| Insgesamt                    | 5× Gold · 13× Platin ·                                                 | 7.910.000 |

| Land/Region   | Auszeichnungen für Musikverkäufe (Land/Region, Auszeichnung, Verkäufe) | Verkäufe |
| ------------- | ---------------------------------------------------------------------- | -------- |
| Irland (IRMA) | Gold                                                                   | 7.500    |
| Insgesamt     | 1× Gold ·                                                              | 7.500    |

## Trivia
- Alle Songs wurden am Klavier im ersten Haus, in dem Springsteen allein gelebt hat, komponiert.
- Das Riff des Songs Born to Run stammt von Steve Van Zandt. Ebenso hatte er die Idee für die Bläser in Tenth Avenue Freeze-Out.
- VH1 wählte Born to Run auf Platz 27 der besten Alben aller Zeiten, der Rolling Stone wählte es auf Platz 18 der 500 besten Alben aller Zeiten.[7]
- Im Jahr 2003 wurde das Album Born to Run in die Grammy Hall of Fame aufgenommen.[8]
- In den ersten Pressungen der Platte wurde auf dem Backcover der Name des Co-Produzenten Jon Landau falsch geschrieben (John).[9] Landau sagte dazu: „Wenn schon etwas bei dem Projekt schief gehen musste, dann war das zu verkraften.“
- Das Album und insbesondere der Song Thunder Road gelten bezüglich Songwriting, Arrangement und Produktionsstil als Hauptinspiration für das wenige Jahre später erschienene und sehr erfolgreiche Meat-Loaf-Album Bat Out of Hell, das von Jim Steinman geschrieben und produziert wurde. Mitwirkende waren dabei u. a. Roy Bittan und Max Weinberg von der E Street Band, was die Ähnlichkeit des Sounds noch verstärkt.

## Weitere Veröffentlichung
Im Jahr 2010 erschien das Album zusammen mit den sechs anderen bis 1984 von Springsteen veröffentlichten Alben in dem CD-Box-Set The Collection 1973 – 84.